# Borja López Menéndez
Borja López Menéndez (Gijón, 2 de febrer de 1994) és un futbolista professional asturià que juga com a defensa pel club belga Zulte Waregem.

## Carrera de club
López es va formar al planter de l'Sporting de Gijón. El 18 de desembre de 2011 va debutar com a sènior amb l'Sporting de Gijón B, contra el Getafe CF B, i va jugar un altre partit a la segona B durant la temporada 2011–12, contra la UB Conquense.
López va debutar amb el primer equip l'1 de novembre de 2012, jugant els 90 minuts complets en una victòria per 1–0 a casa contra el CA Osasuna a la Copa del Rei. Va debutar a la segona divisió a la setzena jornada, jugant de titular en un partit que acabà en derrota per 2–3 a casa contra la SD Ponferradina.
El 31 de gener de 2013, López fou promocionat al primer equip dels asturians, conjuntament amb Luis Hernández. El 2 d'agost, però, va signar un contracte de quatre anys amb l'AS Monaco FC in Ligue 1, que el va comprar per 2.2 milions d'euros.
López fou cedit al Rayo Vallecano a les darreries de gener de 2014, fins al final de la la temporada 2013-14. Va debutar en la competició el 29 de març, jugant com a titular en una derrota per 0–5 contra el Reial Madrid CF.
El 29 de gener de 2015, López va anar cedit al Deportivo de La Coruña fins al juny. El 4 de juliol, va anar cedit al club FC Arouca de la Primeira Liga.
Després de començar la temporada 2015-16 com a cedit al Futebol Clube d'Arouca, el 30 de gener de 2016 es va incorporar al FC Barcelona B amb un contracte per dues temporades i mitja. Va debutar amb el filial blaugrana el 20 de febrer en un partit contra l'Atlètic Llevant Unió Esportiva en el qual va entrar des de la banqueta al minut 82, i que va acabar en victòria del seu equip per 2-0.
El 30 de juliol de 2016 va debutar amb el primer equip del Barça, a les ordres de Luis Enrique Martínez, en un partit amistós de pretemporada contra el Celtic de Glasgow, que va acabar en victòria blaugrana per 1-3.